# 磁路
磁路是一个包含磁通量的闭合回路。它一般含有磁的成分，例如永久磁铁、铁磁性材料，以及电磁铁，但也可能含有空气间隙和其它的物质。磁路被用于许多设备以有效地引导磁场，如电动机，发电机，变压器，继电器，起重电磁铁，超导量子干涉仪，检流计，和磁性记录头。

## 磁动势
磁动势的标准定义是电流流过导体所产生磁通量的势力(force)，是用来度量磁场或电磁场的一种量，类似于电场中的电动势或电压。它被描述为线圈所能产生磁通量的势力，这样科学家就能够用它来衡量或预见通电线圈实际能够激发磁通量的势力。此外，永久磁鐵也會有磁动势。

## 磁路定律

磁路

如果{\displaystyle \Phi }是磁路的磁通量，F 是磁动势，R 是磁阻，则：
{\displaystyle \Phi ={\frac {F}{R}}}
这与电路中的欧姆定律类似，欧姆定律是电流等于电压（有时称为电动势）除以电阻。
如果A是面积，μ是物质的磁导率，l是长度，则
{\displaystyle R_{m}={\frac {l}{\mu A}}}
这与电阻的方程类似。形状越长、细，磁导率越低，磁阻就越大。
磁路还服从其它与电路类似的定律。例如，把磁阻{\displaystyle R_{1},\ R_{2},\ \dots }串联起来，则总的磁阻{\displaystyle R_{T}}为：
{\displaystyle R_{T}=R_{1}+R_{2}+\dots }
这与基尔霍夫第一定律类似。在任何一个节点，磁通量{\displaystyle \Phi _{1},\ \Phi _{2},\ \dots }的和总是等于零：
{\displaystyle \Phi _{1}+\Phi _{2}+\dots =0}.
这与基尔霍夫第二定律类似。
这三个定律形成了一个用来分析磁路的完整的系统。比较磁路和电路，可知：
- 电阻R与磁阻 Rm相对应；
- 电流I与磁通量 Φ相对应：
- 电压V与磁动势 F相对应。